# Team Volley Imola 2001-2002
Questa voce raccoglie le informazioni riguardanti il Team Volley Imola nelle competizioni ufficiali della stagione 2001-2002.

## Organigramma societario
Area tecnica
- Allenatore: Claudio Casadio
- Allenatore in seconda: François Salvagni

Area sanitaria
- Medico: Maurizio Venieri
- Fisioterapista: Romeo Magnani

## Rosa
| N° | Nome                | Ruolo | Data di nascita  | Nazionalità sportiva |
| -- | ------------------- | ----- | ---------------- | -------------------- |
| 1  | Tatjana Sidorenko   | S     | 4 luglio 1966    | Croazia              |
| 2  | Emanuela Pernici    | L     | 12 marzo 1976    | Italia               |
| 4  | Barbara Campanari   | C     | 4 febbraio 1980  | Italia               |
| 5  | Sabrina Bertini     | S     | 30 ottobre 1969  | Italia               |
| 6  | Valentina Serena    | P     | 10 novembre 1981 | Italia               |
| 7  | Angelica Ljungquist | S     | 20 dicembre 1974 | Svezia               |
| 8  | Biljana Gligorović  | P     | 31 gennaio 1982  | Croazia              |
| 9  | Ingrid De Grandis   | S     | 7 agosto 1976    | Italia               |
| 10 | Francien Huurman    | C     | 18 aprile 1975   | Paesi Bassi          |
| 11 | Simona Fogalesi     | P     | 27 febbraio 1974 | Italia               |
| 12 | Slavka Homzová      | S     | 6 maggio 1978    | Slovacchia           |
| 15 | Barbara De Luca     | S     | 19 luglio 1975   | Italia               |